# Riverhead (Nowa Zelandia)
Riverhead – miasto w Nowej Zelandii, na Wyspie Północnej, w regionie Auckland.